# Église San Michele Arcangelo (Citerna)
L'Église San Michele Arcangelo est un édifice religieux de Citerna dans la province de Pérouse en Ombrie (Italie), dont la fin de construction remonte à la fin du XVIIe siècle.

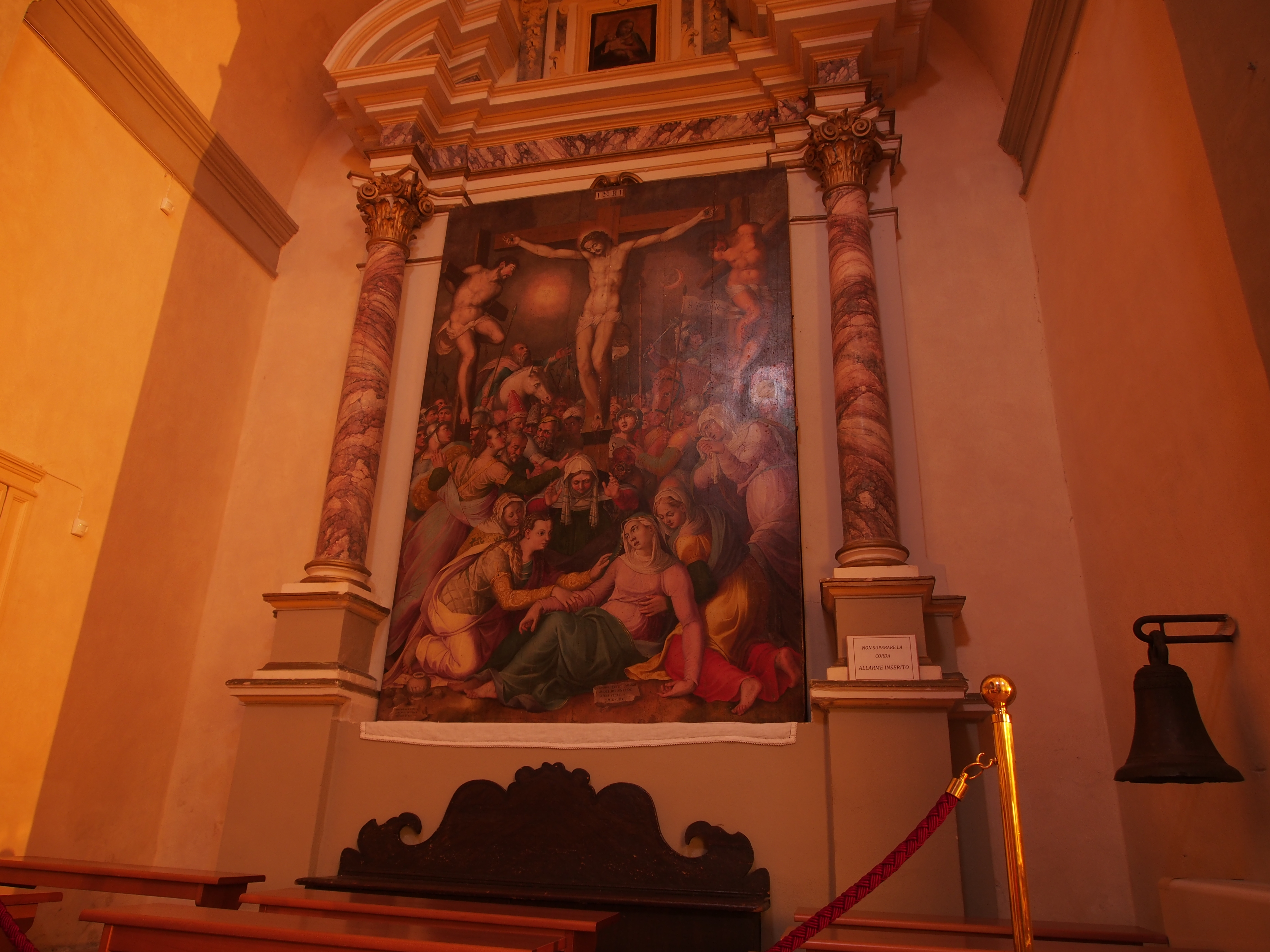
Crucifixion (1570), Niccolò Circignani

## Histoire
L’église San Michele Arcangelo est le nom qui a été donné à l'ancienne église du santissimo Sacramento, construite par la confrérie du santissimo Sacramento entre 1680 et 1682.
L’ancienne « Pieve » San Michele Arcangelo se trouvait à proximité de l'édifice actuel et vers la fin du XIIe siècle elle devint « Pieve di Citerna » avec ses fonts baptismaux. L'église fut détruite par un séisme en 1917.

## Description
L’église San Michele Arcangelo comporte une façade « a capanna » avec rosace centrale. Elle comporte une seule nef de forme à croix latine entourée de six chapelles ; le chœur de forme carrée est surmonté d'une Voûte en berceau. 
L'édifice conserve des œuvres réalisées entre le XVIe et le XXe siècle.
Gauche
- Première chapelle : San Nicola da Tolentino ed anime del Purgatorio, (XVIIe et XVIIIe siècles) et au-dessus Salomone tra concubine (XVIIe et XVIIIe siècles).
- Seconde chapelle : céramique Madonna con Bambino (XVIe et XVIIe siècles) attribuée à Giovanni della Robbia ; l'œuvre provient de la  Cappella dell’Immacolata Concezione construite par la confrérie dell’Immacolata et accolée à l'ancienne Pieve di San Michele et détruite lors du séisme de 1917[1].
- Troisième chapelle : San Michele Arcangelo, huile sur toile, (XXe siècle).

Droite
- Première chapelle :  Santa Lucia et Sant’Antonio da Padova e San Felice da Cantalice, huile sur toile (XVIIe siècle), au-dessus Moïse sauvé des eaux (XVIIe – XVIIIe siècles) ;
- Seconde chapelle : Statue votive en carton pâte surmontée d'une toile de Dieu le Père (XVIIIe siècle) ;
- Troisième chapelle : La Vierge, huile sur panneau[1].

Dans la chapelle du transept droit se trouve la Crucifixion, huile sur bois datant de 1570 et mesurant 334 × 212 cm, de Niccolò Circignani dit « il Pomarancio ».  L’œuvre est datée et signée en bas à droite : « Nicolaus Circignanus de Pomarancio Pinxit e Giannis Petri Meozi amore dei opus hoc fieri fecit 1570 ».